# دلاخ
دَلَّاخ هو جنس أسماك من فصيلة السمك المجدافي. أنواعه قليلة العدد أعطانها تشمل بحار البلاد الحارة وبعض مناطق البحر الأبيض المتوسط. أجسامها سوطية الشكل تطول من ١٥٠ إلى ٢٢٥ سم. رؤوسها متوجة بكشيتين جالستين وهي مستغلظة الشكل مقطومة الفك الأسفل الجالس الشدق.